# نجد السقع (بعدان)

تعديل مصدري - تعديل

نجد السقع محلة تابعة لقرية ذي ناصر، التابعة لعزلة دلال بمديرية بعدان إحدى مديريات محافظة إب في الجمهورية اليمنية، بلغ تعداد سكانها 80 حسب تعداد اليمن لعام 2004.